# Anawim
Amb la paraula anawim (en hebreu עֲנָוִים: humils), o també amb l'expressió pobres de Yahwé, alguns exegetes defineixen un grup social al món jueu dels temps del Segon Temple. Amb aquest nom la Bíblia Hebrea es referiria freqüentment a la gent humil en el sentit més general de la paraula, que aniria des de la humilitat de la seua situació econòmica, passant per la humilitat de caràcter, fins a una actitud de submissió absoluta a Déu. En principi, aquest concepte no indicaria més que una categoria social dins de la societat jueva. Alguns autors han proposat que existeix en la Bíblia una certa espiritualitat dels anawim, que és la que està darrere dels textos en els quals s'al·ludeix a aquesta categoria de persones. S'ha proposat fins i tot que haurien existit certes comunitats definides per aquesta espiritualitat, tal vegada fins i tot sectes, algunes de les quals haurien abraçat la fe cristiana sense perdre la seua identitat de anawim.

## La paraula anawim
La paraula anawim (עֲנָוִים) és el plural de anaw (עָנָו). La paraula ʿanî (עָנִי) i el seu plural ʿaniyîm (עֲנִיִּים), que de fet procedeix de la mateixa arrel, es pot considerar un sinònim. Etimològicament transmet la idea d'estar ajupit, inclinat o doblegat. Aquest es també el significat general que té dins de la Bíblia Hebrea, encara que sempre d'una manera simbòlica, referint-se a una situació social o espiritual, no física. D'una banda, els anawim són els pobres, aquells que estan doblegats sota el pes de l'opressió dels poderosos (cf. Is 32,7; Am 2, 7, Jb 24, 4; Pr 14, 21). Com Déu odia la injustícia, promet que va a posar una solució a aquests abusos contra els humils (cf. Isa 11, 4; 61, 1). D'altra banda, altres textos veuen als anawim com aquells que s'han mantingut sotmesos a Déu i a la seva Llei, o sigui, el contrari dels “dolents”, l'autèntic poble de Déu (cf. Sof 2, 3; Sal 147, 6; Sal  149, 4); en altres paraules, els anawim són els veritablement piadosos, i Déu els promet salvació (cf. Sal 34, 3; Sal 37, 11). La paraula anaw tan sols apareix una vegada en singular, i és per qualificar a l'home més humil del món: Moisés (Num 12, 3).

## Els anawim a l'Antic Testament
En el s. XX alguns exegetes van trobar que en la Bíblia Hebrea, i de manera molt particular en els salms, hi havia una tot un seguit de textos que parlaven de la temàtica dels pobres i humils —Déu no s'oblida del crit dels pobres (cf. Sal 9, 13)—, i no rarament aquestos exegetes utilitzaran la paraula anawim per de definir aquesta temàtica.
No obstant això, uns altres exegetes aniran més enllà, suggerint que amb “anawim” s'entén més que una categoria de persones: indicaria tot una corrent religiosa dins del judaisme, fins i tot grups religiosos ben definits. Raymond Brown suggereix que després de l'Exili de Babilònia la gent humil va començar a veure's a si mateixa com “la resta d'Israel” que Déu anava a salvar. La idea de “la resta” es troba al llarg del AT en diverses èpoques: quan cau el Regne d'Israel, quan la primera deportació a Babilionia… Després de l'exili, haurien estat els “humils de la terra” els que comencen a considerar-se "la resta", i el Sal 149, 4 seria un reflex d'aquesta idea quan identifica al veritable poble de Déu amb els humils: “El Senyor es complau al seu poble, adorna de salvació als humils (anawim)”. Brown considera que també es podria concloure que l'espiritualitat d'aquest grup estava vinculada de manera especial al temple, ja que aquests textos dels anawim es troben sovint en els salms, que tenen el seu origen en un ambient de culte. El mateix Raymond Brown considera que els membres de la secta del Qumrán eren una branca dels anawim, encara que tinguessen algunes doctrines peculiars, com el rebuig del temple que hi havia a Jerusalem.

## Els anawim al Nou Testament
Alguns autors afirmen que hauria existit una comunitat de anawim jueus convertits al cristianisme. Raymond Brown, per exemple, considera probable que alguns anawim, veient la doctrina i la vida humil de Jesús, haurien trobat en ell el compliment de les seves esperances messiàniques. És més, segons Brown, el Magníficat (Lc 1, 46-55) i el Benedictus (Lc 1, 68-79) serien càntics composts per membres d'aquest grup, ja que transmiteixen espiritualitat dels anawim i, al mateix temps, reconeixen que ja ha arribat la salvació en Crist. Brown veu indicis de l'existència d'aquests grups de anawim cristians en la descripció que Lucas fa de la primitiva comunitat cristiana en Act 2, 43-47 i 4. 32-37, on es veurien dues característiques dels anawim: d'una banda, els cristians apareixen venent totes les seues possessions per distribuir-ho entre els pobres, i, per un altre, es veuen freqüentment resant en el temple.

## Crítica
Encara que l'existència dels anawim, inclosos els anawim cristians, va ser una idea ben acollida en el s. XX i apareix freqüentment en llibres d'espiritualitat, ha rebut serioses crítiques d'uns altres exegetas. Salvador Muñoz Iglesias, considera que els anawim es refereix més a una actitud que a un grup concret de cristians. D'altra banda, com diu Ulrike Mittmann-Richert, l'espiritualitat anawita indica més una sèrie de temes que es troben en la Bíblia que una secta o un corrent del judaisme.